# Кубок володарів кубків 1973—1974
Кубок володарів кубків 1973—1974 — 14-ий розіграш Кубка володарів кубків УЄФА, європейського клубного турніру для переможців національних кубків. 

## Учасники
| №п/п | Клуб                       | Турнір                                     |
| ---- | -------------------------- | ------------------------------------------ |
| 1    | «Сандерленд»               | Володар Кубка Англії 1972—1973             |
| 2    | «НАК Бреда»                | Володар Кубка Нідерландів 1972—1973        |
| 3    | «Боруссія» (Менхенгладбах) | Володар Кубка ФРН 1972—1973                |
| 4    | «Магдебург»                | Володар Кубка НДР 1972—1973                |
| 5    | «Мілан»                    | Володар Кубка Італії 1972—1973             |
| 6    | «Рейнджерс»                | Володар Кубка Шотландії 1972—1973          |
| 7    | «Спортінг»                 | Володар Кубка Португалії 1972—1973         |
| 8    | «Андерлехт»                | Володар Кубка Бельгії 1972—1973            |
| 9    | «Торпедо»                  | Володар Кубка СРСР 1972                    |
| 10   | «Легія»                    | Володар Кубка Польщі 1972—1973             |
| 11   | «Кардіфф Сіті»             | Володар Кубка Уельсу 1972—1973             |
| 12   | «Атлетік»                  | Володар Кубка Іспанії 1972—1973            |
| 13   | «Динамо» (Загреб)          | Фіналіст Кубка Югославії 1971—1972         |
| 14   | «Вашаш»                    | Володар Кубка Угорщини 1972—1973           |
| 15   | «Банік»                    | Володар Кубка Чехословаччини 1972—1973     |
| 16   | «Чімія»                    | Володар Кубка Румунії 1972—1973            |
| 17   | «Берое»                    | Фіналіст Кубка Болгарії 1972—1973          |
| 18   | ПАОК                       | Фіналіст Кубка Греції 1972—1973            |
| 19   | «Анкарагюджю»              | Фіналіст Кубка Туреччини 1972—1973         |
| 20   | «Ліон»                     | Володар Кубка Франції 1972—1973            |
| 21   | «Цюрих»                    | Володар Кубка Швейцарії 1972—1973          |
| 22   | «Рапід»                    | Фіналіст Кубка Австрії 1972—1973           |
| 23   | «Мальме»                   | Володар Кубка Швеції 1972—1973             |
| 24   | «Раннерс Фрея»             | Володар Кубка Данії 1972—1973              |
| 25   | «Бранн»                    | Володар Кубка Норвегії 1972                |
| 26   | «Гленторан»                | Володар Кубка Північної Ірландії 1972—1973 |
| 27   | «Корк Гіберніанс»          | Володар Кубка Ірландії 1972—1973           |
| 28   | «Гзіра Юнайтед»            | Володар Кубка Мальти 1972—1973             |
| 29   | «Рейпас»                   | Володар Кубка Фінляндії 1972               |
| 30   | «Фола»                     | Фіналіст Кубка Люксембургу 1972—1973       |
| 31   | «Вестманаейя»              | Володар Кубка Ісландії 1972                |
| 32   | «Пезопорікос»              | Фіналіст Кубка Кіпру 1972—1973             |

## Перший раунд
| Команда 1                | Заг.    | Команда 2                | 1-й матч | 2-й матч |
| ------------------------ | ------- | ------------------------ | -------- | -------- |
| 19/22 вересня 1973       |         |                          |          |          |
| Бероє                    | 11:1    | Фола                     | 7:0      | 4:1      |
| 19 вересня/3 жовтня 1973 |         |                          |          |          |
| Легія (Варшава)          | 1:2     | ПАОК                     | 1:1      | 0:1      |
| Андерлехт                | 3:3 (ч) | Цюрих                    | 3:2      | 0:1      |
| Вашаш                    | 0:3     | Сандерленд               | 0:2      | 0:1      |
| Анкарагюджю              | 0:6     | Рейнджерс                | 0:2      | 0:4      |
| Мілан                    | 4:1     | Динамо (Загреб)          | 3:1      | 1:0      |
| Торпедо (Москва)         | 0:2     | Атлетік (Більбао)        | 0:0      | 0:2      |
| Гзіра Юнайтед            | 0:9     | Бранн                    | 0:2      | 0:7      |
| НАК Бреда                | 0:2     | Магдебург                | 0:0      | 0:2      |
| Раннерс Фрея             | 1:2     | Рапід (Відень)           | 0:0      | 1:2      |
| Чімія                    | 2:4     | Гленторан                | 2:2      | 0:2      |
| Пезопорікос              | 0:11    | Мальме                   | 0:0      | 0:11     |
| Банік (Острава)          | 3:1     | Корк Гіберніанс          | 1:0      | 2:1      |
| Рейпас Лахті             | 0:2     | Олімпік (Ліон)           | 0:0      | 0:2      |
| Кардіфф Сіті             | 1:2     | Спортінг (Лісабон)       | 0:0      | 1:2      |
| 20 вересня/3 жовтня 1973 |         |                          |          |          |
| Вестманнаейя             | 1:16    | Боруссія (Менхенгладбах) | 0:7      | 1:9      |

## Другий раунд
| Команда 1                  | Заг.    | Команда 2          | 1-й матч | 2-й матч |
| -------------------------- | ------- | ------------------ | -------- | -------- |
| 23 жовтня/4 листопада 1973 |         |                    |          |          |
| Цюрих                      | 1:1 (ч) | Мальме             | 0:0      | 1:1      |
| 24 жовтня/7 листопада 1973 |         |                    |          |          |
| Олімпік (Ліон)             | 1:2     | ПАОК               | 3:3      | 0:4      |
| Боруссія (Менхенгладбах)   | 5:3     | Рейнджерс          | 3:0      | 2:3      |
| Бранн                      | 2:4     | Гленторан          | 1:1      | 1:3      |
| Банік (Острава)            | 2:3     | Магдебург          | 2:0      | 0:3 дч   |
| Бероє                      | 11:1    | Атлетік (Більбао)  | 3:0      | 0:1      |
| Сандерленд                 | 2:3     | Спортінг (Лісабон) | 2:1      | 0:2      |
| Мілан                      | 2:0     | Рапід (Відень)     | 0:0      | 2:0      |

## 1/4 фіналу
| Команда 1          | Заг. | Команда 2                | 1-й матч | 2-й матч |
| ------------------ | ---- | ------------------------ | -------- | -------- |
| 5/20 березня 1974  |      |                          |          |          |
| Гленторан          | 0:7  | Боруссія (Менхенгладбах) | 0:2      | 0:5      |
| 6/20 березня 1974  |      |                          |          |          |
| Магдебург          | 3:1  | Бероє                    | 2:0      | 1:1      |
| Спортінг (Лісабон) | 4:1  | Цюрих                    | 3:0      | 1:1      |
| 13/20 березня 1974 |      |                          |          |          |
| Мілан              | 5:2  | ПАОК                     | 3:0      | 2:2      |

## 1/2 фіналу
| Команда 1          | Заг. | Команда 2                | 1-й матч | 2-й матч |
| ------------------ | ---- | ------------------------ | -------- | -------- |
| 10/24 квітня 1974  |      |                          |          |          |
| Мілан              | 2:1  | Боруссія (Менхенгладбах) | 2:0      | 0:1      |
| Спортінг (Лісабон) | 2:3  | Магдебург                | 1:1      | 1:2      |

## Фінал
| 8 травня 1974 |

| Магдебург                 | 2:0      | Мілан |
| ------------------------- | -------- | ----- |
| Ланці 43' (аг) Зегуїн 74' | Протокол |       |

| «Феєнорд», Роттердам Глядачів: 4 641 Арбітр: Арі ван Гемерт |

| Володар Кубка володарів кубків 1973—1974 |
| ---------------------------------------- |
| НДР                                      |
| Магдебург 1-й титул                      |